# Ilka Peter
Ilka Peter, geborene Zezulak (* 23. August 1903 in Budapest, Österreich-Ungarn; † 23. Januar 1999 in Wien) war eine österreichische Erforscherin von Volkstänzen und Tanzpädagogin.

## Leben und Wirken
Peter besuchte in Wien die Höhere Graphische Bundes-Lehr- und Versuchsanstalt und erwarb danach an der Musikakademie, der heutigen Universität für Musik und darstellende Kunst Wien ein Diplom für Gymnastik, Tanz und Akrobatik. Sie gründete eine Tanz-, Gymnastik- und Akrobatikschule und unterrichtete am Max Reinhardt Seminar sowie am Konservatorium der Stadt Wien. Auch arbeitete sie für die Wiener Sängerknaben.
Unter dem Einfluss des Volkskundlers Raimund Zoder begann sie mit Forschungen im Salzburger Raum, wobei sie den Tanz der Perchten im Pinzgau, den Kiltgang und das Ranggeln untersuchte. Von ihr stammt die erste Gesamtdarstellung der Salzburger Volkstänze und 1949 das erste wissenschaftliche Filmdokument zum Volkstanz in Österreich. 1956 wurde ihr der Titel eines Professors verliehen.

## Veröffentlichungen (Auswahl)
- mit[2] Herbert Lager: Perchtentanz im Pinzgau (= 71. Mitteilung der Phonogrammarchivs-Kommission). Hölder-Pichler-Tempsky, Wien/Leipzig
- Tanz und Spiel nach dem Abdreschen. In: Wiener Zeitschrift für Volkskunde. 1943, Heft 1–2, S. 5–9.[3]
- Der Achtel- oder Maschkeratanz. In: Wiener Zeitschrift für Volkskunde. 1943, Heft 3–4, S. 33–46.
- Gaßlbrauch und Gaßlspruch in Österreich. Salzburg 1953.
- Salzburger Tänze. Winter, Salzburg 1975; 2. Auflage 1988.
- Der Salzburger Fackeltanz. Zur Geschichte eines Tanzes. Verl. d. Salzburger Druckerei, Salzburg 1979, ISBN 3-85338-129-4.
- Das Ranggeln im Pinzgau und verwandte Kampfformen in anderen Alpenländern (= Schriftenreihe der Salzburger Heimatpflege. Band 3). Verl. d. Salzburger Druckerei, Salzburg 1981.
- mit Gerlinde Haid und Karl Horak: Tanzbeschreibungen, Tanzforschung. Gesammelte Volkstanzstudien. Gerald Riedler, Wien 1983.

## Ehrungen und Auszeichnungen
- Raimund-Zoder-Medaille